# Jorge Suquet
Jorge Suquet (Madrid, España, 3 de julio de 1980) es un actor español conocido por interpretar a Graziel en la serie de Telecinco Ángel o demonio, a Jorge Valdecantos en Ciega a citas (serie de televisión) y por sus diversas intervenciones en series nacionales e internacionales.

## Biografía
Formado en Madrid y Nueva York, es licenciado en Comunicación Audiovisual. Participó episódicamente en series de televisión españolas como Hospital Central o Herederos hasta su incorporación a la serie Ángel o demonio, interpretando a Graziel, que le dio a conocer ante el público mayoritario. A partir de ese momento ha participado en ficciones nacionales como Cuéntame cómo pasó, Mar de plástico, Valeria o Élite y en ficciones internacionales como Crossing Lines, El infiltrado o Black Sails.
En cine ha participado en el largometraje ¡Atraco!, de Eduard Cortés, La mula, de Michael Radford, The Bookshop y Elisa y Marcela de Isabel Coixet y El reino de Rodrigo Sorogoyen, entre otras.

## Filmografía

### Cine
| Año  | Título                                 | Personaje         | Director           |
| ---- | -------------------------------------- | ----------------- | ------------------ |
| 2008 | Between Something & Nothing            | Peluquero         | Todd Verow         |
| 2010 | DiDi Hollywood                         | Reportero Corazón | Bigas Luna         |
| 2012 | ¡Atraco!                               | Encargado Joyería | Eduard Cortés      |
| 2013 | La mula                                | Estrella          | Michael Radford    |
| 2014 | Exodus: Gods and Kings                 | Grain Store Guard | Ridley Scott       |
| 2015 | Requisitos para ser una persona normal | Pablo             | Leticia Dolera     |
| 2016 | Esa sensación                          | Protagonista      | Juan Cavestany     |
| 2017 | The Bookshop                           | Mr. Thornton      | Isabel Coixet      |
| 2018 | El reino                               | Jorge             | Rodrigo Sorogoyen  |
| 2018 | Caín                                   | Terapeuta         | Santiago Samaniego |
| 2019 | Elisa y Marcela                        | Médico de Dumbría | Isabel Coixet      |
| 2021 | Donde caben dos                        | Miguel            | Paco Caballero     |
| 2022 | Amor de madre                          | Agente de viajes  | Paco Caballero     |
| 2023 | El cuco                                | Marc              | Mar Targarona      |

### Televisión
| Año       | Título                   | Personaje             | Canal       | Notas        |
| --------- | ------------------------ | --------------------- | ----------- | ------------ |
| 2005      | Hospital Central         | Martín                | Telecinco   | 1 episodio   |
| 2008-2009 | Herederos                | Carmelo               | TVE         | 2 episodios  |
| 2011      | Ángel o demonio          | Graziel               | Telecinco   | 22 episodios |
| 2011      | Crematorio               | Tomás                 | Canal+      | 4 episodios  |
| 2011      | Sofía                    | Juan Carlos I         | Antena 3    | 2 episodios  |
| 2012      | La memoria del agua      | Gonzalo               | TVE         | 2 episodios  |
| 2012      | Bandolera                | Aníbal Ruiz           | Antena 3    | 45 episodios |
| 2013      | Cuéntame cómo pasó       | Asier                 | TVE         | 8 episodios  |
| 2013      | El don de Alba           | Luis                  | Telecinco   | 1 episodio   |
| 2014      | Víctor Ros               | Gerardo de la Calle   | TVE         | 3 episodios  |
| 2014      | Ciega a citas            | Jorge Valdecantos     | Cuatro      | 25 episodios |
| 2015      | Crossing Lines           | Adelio Fuentes        | AXN         | 1 episodio   |
| 2015      | Seis hermanas            | Mauro                 | TVE         | 22 episodios |
| 2015-2016 | Mar de plástico          | Álvaro Conesa         | Antena 3    | 10 episodios |
| 2016      | La que se avecina        | Aitor                 | Telecinco   | 1 episodio   |
| 2016      | El infiltrado            | Camarero              | BBC         | 1 episodio   |
| 2017      | El Ministerio del Tiempo | Jerónimo de Aguilar   | TVE         | 1 episodio   |
| 2017      | Black Sails              | Grandal               | Starz       | 2 episodios  |
| 2017-2018 | Ella es tu padre         | Javi                  | Telecinco   | 6 episodios  |
| 2018      | Élite                    | Martín                | Netflix     | 6 episodios  |
| 2019      | Paquita Salas            | Representante         | Netflix     | 1 episodio   |
| 2019      | Brigada Costa del Sol    | Cristóbal Peña        | Telecinco   | 6 episodios  |
| 2019      | The Mallorca Files       | Ernesto               | BBC         | 1 episodio   |
| 2020      | Valeria                  | Jaime                 | Netflix     | 1 episodio   |
| 2021      | La caza                  | Oriol Noguera         | TVE         | 5 episodios  |
| 2021      | Libertad                 | John                  | Movistar+   | 5 episodios  |
| 2021      | ByAnaMilán               | Gael Simonet          | Atresplayer | 1 episodio   |
| 2022      | Señor, dame paciencia    | Gonzo                 | Antena 3    | 7 episodios  |
| 2023-2024 | 4 estrellas              | Tristán Civera Suárez | TVE         | 63 episodios |